# Ото IV (Ритберг)
Вижте пояснителната страница за други личности с името Ото IV.
Ото IV фон Ритберг (на немски: Otto IV von Rietberg; * ок. 1510; † 5/6 януари 1553 пред Мец) е от 1535 до 1552 г. граф на графство Ритберг.

## Биография
Той е най-възрастният син на граф Ото III фон Ритберг († 1535) и първата му съпруга графиня Анна Елизабет фон Сайн († 1523).
След смъртта на баща му на 18 декември 1535 г. Ото IV управлява до смъртта си с по-малкия си полубрат Йохан II (ок. 1530 – 1562).
Ото IV се жени преди 1 февруари 1541 г. за пфалцграфиня Катарина фон Пфалц-при Рейн-Цвайбрюкен (1510 – 1542), дъщеря на пфалцграф Александер фон Пфалц-Цвайбрюкен и Маргарета фон Хоенлое-Нойенщайн, дъщеря на граф Крафт VI фон Хоенлое-Нойенщайн. Тя преди това е монахиня в манастир Мариенберг. Бракът е бездетен.
През 1541 г. Ото IV е наемник в английската войска, връща се обратно през 1544 г. и участва в щаба на немския майстер (Magister Germaniae) на Тевтонския орден. През неговото отсъствие графството е управлявано от 1538 до 1548 г. от амтман от Хесен.
Ото IV умира на 5/6 януари 1553 г. пред Мец и е погребан във францисканския манастир в Ритберг. Неговият братовчед Фридрих Ветер управлява първо неговата собственост, докато полубрат му Йохан II поеме графството.